# بابانظر (رزن)
بابانظر، روستایی در دهستان بغراطی (بقراطی) بخش بغراطی (بقراطی) شهرستان رزن در استان همدان ایران است. این روستا، مرکز بخش بغراطی (بقراطی)است.

## طبیعت و گردشگری
کوهستان بغراطی (بقراطی) در این روستا قرار گرفته است. این منطقه به دلیل طبیعت زیبا و گیاهان دارویی،  به عنوان یکی از اصلی ترین مقاصد طبیعت‌گردی در شهرستان رزن شناخته شده‌ است.

## جمعیت
بر پایه سرشماری عمومی نفوس و مسکن در سال ۱۳۹۵، جمعیت این روستا برابر با ۳٬۲۵۵ نفر (۸۳۲ خانوار) بوده‌است.

## مردم
مردم روستا همانند سایر روستاهای منطقه، فرهنگی مشابه با مردم آذربایجان دارند. زبان گفتاری آن‌ها، ترکی آذربایجانی و مذهب آن‌ها شیعه است.